# 코사카 리유
고사카 리유(일본어: 小坂りゆ, 1985년 1월 17일~)는 J-POP 보컬 그룹 BeForU의 멤버로 여성 가수이다. 가나가와현 요코하마시 출신이다.
일찍이 小坂梨由라는 명의를 썼다.